# Edward Boscawen
Edward Boscawen (Tregothnan, 19 agosto 1711 – Hatchlands Park, 10 gennaio 1761) è stato un ammiraglio e politico britannico.
È principalmente conosciuto per aver condotto attività navali nel XVIII secolo e per i combattimenti vinti, incluso quello durante l'assedio di Louisbourg nel 1758 e la battaglia di Lagos nel 1759. È anche ricordato come l'ufficiale che firmò l'autorizzazione all'esecuzione dell'ammiraglio John Byng dopo il processo tenutosi nel 1757 per il fallimento di Byng nella battaglia di Minorca.
Come politico fu membro del parlamento di Truro dal 1742 sino alla sua morte, malgrado i suoi impegni lo tenessero lontano da questo lavoro. Fu anche uno dei lord commissari dell'ammiragliato al Board of Admiralty dal 1751 e membro del Consiglio privato di sua maestà dal 1758.

## Biografia

### I primi anni
Edward Boscawen nacque a Tregothnan, in Cornovaglia, Inghilterra, il 19 agosto 1711, figlio terzogenito di Hugh Boscawen, I visconte Falmouth (1680–1734) e di sua moglie Charlotte Godfrey (m. 1754) figlia primogenita e coerede del colonnello Charles Godfrey, Maestro dei Gioielli di corte, incarico ottenutogli da sua moglie Arabella Churchill, amante del re.
Il giovane Edward entrò nella marina militare inglese a 12 anni di età a bordo della HMS Superb, di 60 cannoni. La Superb venne inviata nelle Indie Occidentali con l'ammiraglio Francis Hosier. Boscawen rimase con la Superb per tre anni durante la Guerra anglo-spagnola. Successivamente egli venne riassegnato alla HMS Canterbury, poi alla HMS Hector ed infine alla HMS Namur sotto il comando dell'ammiraglio sir Charles Wager e fu proprio a bordo di quest'ultima nave che salpò alla volta di Cadice e Livorno dopo il Trattato di Seville che pose fine alle ostilità tra Gran Bretagna e Spagna. Il 25 maggio 1732 Boscawen venne promosso tenente e nell'agosto di quello stesso anno tornò sulla Hector nel Mediterraneo ove rimase sino al 16 ottobre 1735 quando venne promosso sulla HMS Grafton. Il 12 marzo 1736 Boscawen passò per ordine dell'ammiraglio sir John Norris al comando temporaneo della HMS Leopard, di 50 cannoni. La sua promozione venne poi definitivamente confermata dal Board of Admiralty. Nel giugno del 1738 Boscawen ottenne il comando della HMS Schoreham, di appena 20 cannoni. Ottenne quindi l'ordine di accompagnare l'ammiraglio Edward Vernon nelle Indie Occidentali in preparazione di una nuova guerra contro la Spagna.

### Guerra di Jenkins' Ear

#### Porto Bello
La Guerra di Jenkins' Ear fu la prima opportunità d'azione per Boscawen e quando la Shoreham venne dichiarata inadatta al servizio egli si offrì volontario per accompagnare l'ammiraglio Vernon e la sua flotta nell'attacco a Porto Bello.

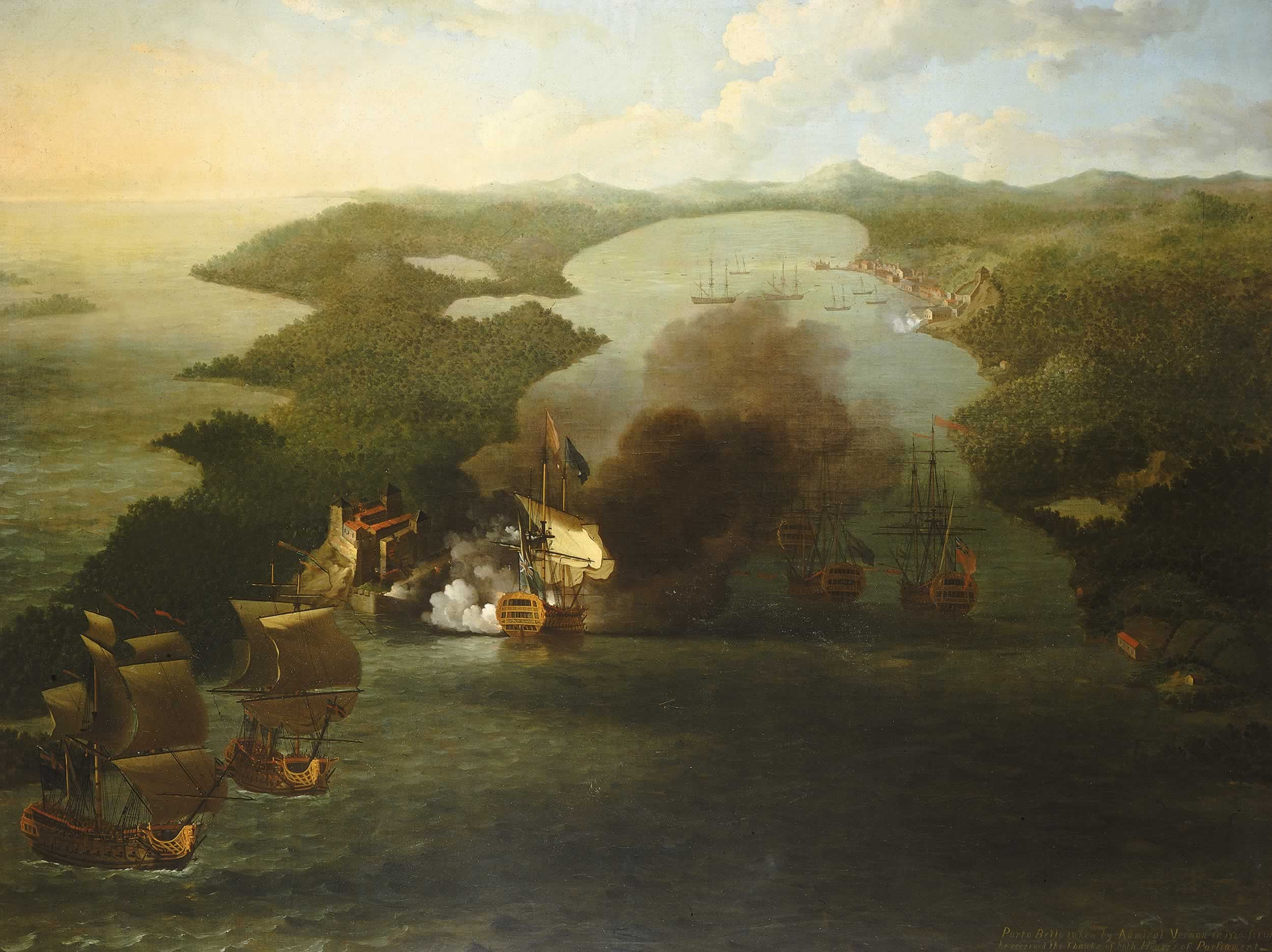
Il bombardamento di Porto Bello,
dipinto di Samuel Scott

Durante l'assedio, Boscawen ottenne da sir Charles Knowles l'ordine di distruggerne le fortificazioni. Il compito richiese tre settimane di tempo e 122 barili di polvere da sparo per radere al suolo le mura ed il forte locale. Fu in quest'occasione che la tradizione vuole sia stata per la prima volta cantata la canzone patriottica inglese "Rule, Britannia". Quando la flotta fece ritorno a Port Royal, in Giamaica, la Shoreham era stata sistemata e Boscawen ne riprese il comando.

### Cartagena

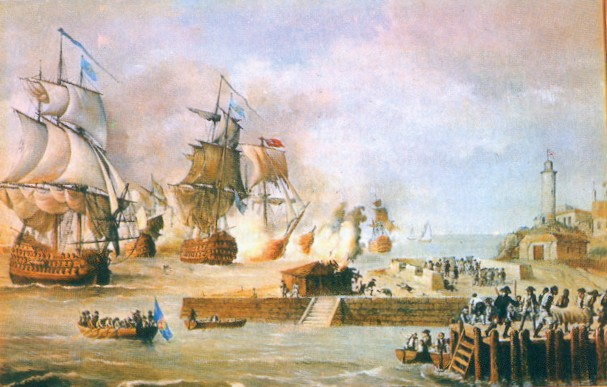
Attacco a Cartagena de Indias ad opera degli inglesi nel 1741, olio su tela, XVIII secolo

Nel 1741 Boscawen era parte della flotta inviata ad attaccare un altro porto caraibico, quello di Cartagena de Indias. Grandi rinforzi erano stati inviati dalla Gran Bretagna, tra cui 8.000 soldati che sbarcarono per attaccare la fortezza che racchiudeva la città coloniale spagnola. Gli spagnoli disponevano dal canto loro di 6.000 soldati, marinai e popolazione locale armata. L'assedio perdurò per due mesi durante i quali gli inglesi persero in totale 18.000 uomini, gran parte dei quali a causa di malattie ed infezioni scoppiate sul campo di battaglia. La flotta di Vernon soffrì infatti di dissenteria, scorbuto, febbre gialla ed altre malattie tipiche dell'area caraibica di quel periodo. Per il risultato della battaglia, il primo ministro inglese Robert Walpole collassò col suo governo e Giorgio II di Gran Bretagna negò i suoi supporti ad Austria se la Prussia avesse proseguito la sua avanzata in Slesia. La sconfitta di Vernon fu uno dei fattori che contribuirono ad aumentare le ostilità della Guerra di successione austriaca. Boscawen si era ad ogni modo distinto nei combattimenti. Le forze di terra che egli aveva comandato erano state fondamentali per catturare il forte di San Luis ed il castello di Boca Chica, ed assieme a Knowles egli aveva distrutto i forti presi quando l'assedio era stato tolto. Per i suoi servizi, egli venne promosso al comando della Prince Frederick rimpiazzando Lord Aubrey Beauclerk che era morto durante l'assedio.

### La Guerra di successione austriaca
Nel 1742 Boscawen tornò con la Prince Frederick in Inghilterra ed entrò nella flotta comandata dall'ammiraglio Norris a bordo della HMS Dreadnought. In quello stesso anno egli tornò come Membro del Parlamento per Truro, posizione che mantenne sino alla morte.
Nel 1744 i francesi tentarono un'invasione della Gran Bretagna e Boscawen era con la flotta dell'ammiraglio Norris quando le prime navi francesi vennero avvistate. I francesi, al comando dell'ammiraglio Jacques Aymar de Roquefeuil et du Bousquet si ritirarono e gli inglesi tentarono di combattere malgrado la confusione generata da una violenta tempesta che spazzava il Canale della Manica.
Perlustrando il Canale, Boscawen ebbe fortuna nel catturare la fregata francese Médée che risultò tra l'altro essere la prima nave catturata durante la Guerra di successione austriaca, comandata da Toussaint Hocquart. La Médée venne venduta e divenne un'imbarcazione privata sotto il nome di Boscawen, comandata da George Walker.
Sul finire del 1744 Boscawen ottenne il comando della HMS Royal Sovreign, una nave di guardia all'ancoraggio di Nore. Egli rimase al comando sino al 1745 quando venne nominato al comando della usa vecchia nave, la HMS Namur che egli ridusse da 90 a 74 cannoni. Egli venne posto a comando di un piccolo squadrone al comando del vice ammiraglio William Martin nel Canale della Manica.

#### Prima Battaglia di Capo Finisterre

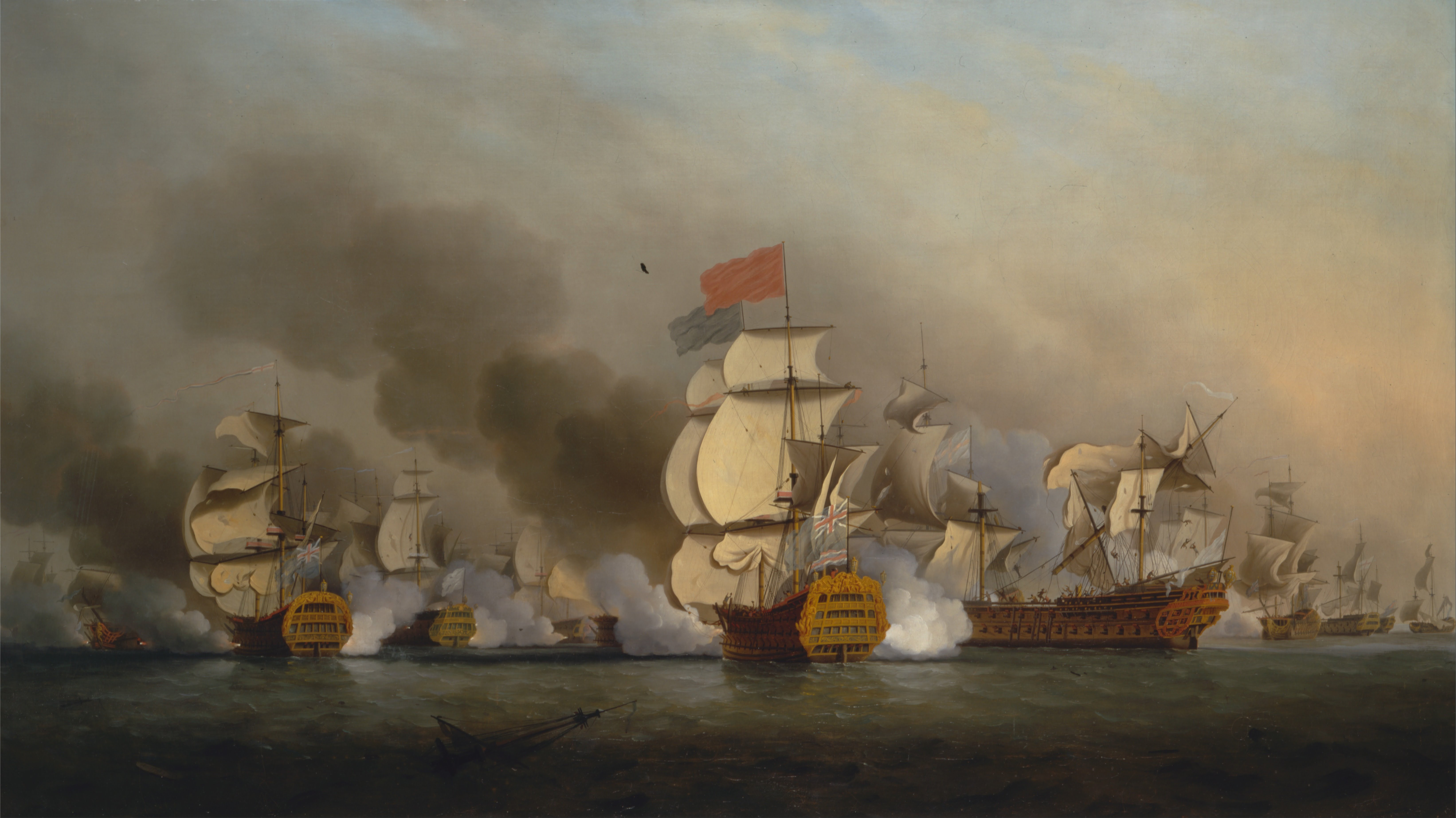
Battaglia di Capo Finisterre 1747
dipinto di Samuel Scott

Nel 1747 a Boscawen venne ordinato di unirsi all'ammiraglio Anson e prendere parte attiva alla prima Battaglia di Capo Finisterre. La flotta britannica si incontrò con quella francese il 3 maggio di quell'anno. Le navi francesi al comando dell'ammiraglio de la Jonquière stavano proteggendo un convoglio di mercanti, ma vennero quasi del tutto annientate ad eccezione di due navi di scorta che vennero catturate e di sei mercantili indiani. Boscawen venne ferito alla spalla durante la battaglia da una palla di moschetto. Ancora una volta il capitano de Hocquart divenne prigioniero di Boscawen e venne portato prigioniero in Inghilterra.

#### Comando in India
Boscawen venne promosso quindi contrammiraglio of the blue il 15 luglio 1747 e venne nominato al comando di un'operazione congiunta inviata nelle Indie Orientali. Con la sua bandiera sulla Namur e cinque altre navi di linea salpò dall'Inghilterra il 4 novembre 1747. Durante il viaggio Boscawen tentò di conquistare le Mauritius ma venne respinto dalle forze francesi locali. Boscawen continuò il suo viaggio giungendo quindi a Fort St. David presso il villaggio di Cuddalore il 29 luglio 1748 e sostituì nel comando l'ammiraglio Griffin. Boscawen aveva ricevuto l'ordine di catturare e distruggere il principale insediamento francese in India a Pondichéry. Fattori come la mancanza di esperienza di Boscawen e la mancanza di conoscenza del terreno, comportarono il fallimento dei genieri e degli ufficiali d'artiglieria al suo comando che vennero contrastati vittoriosamente dal governatore francese Joseph François Dupleix. Malgrado questo però le forze inglesi di circa 5.000 uomini catturarono e distrussero il forte di Aranciopang. Questa cattura fu l'unico successo dell'operazione e dopo aver aperto una breccia nelle mura della città le forze inglesi si dovettero ritirare. Tra i combattenti vi era anche il giovane alfiere Robert Clive ed il maggiore Stringer Lawrence che saranno poi tra i principali personaggi del colonialismo inglese in India. Lawrence venne catturato dai francesi durante la ritirata e rilasciato dopo la notizia del Trattato di Aix-la-Chapelle. Durante la stagione dei monsoni, Boscawen rimase a Fort St David. Fortunatamente per l'ammiraglio ed il suo staff, quando la tempesta colpì le posizioni inglesi, Boscawen era a terra, mentre la sua nave ammiraglia Namur si trovava al largo ed affondò con a bordo 600 marinai.
Boscawen tornò in Inghilterra nel 1750. Nel 1751 Anson divenne Primo Lord dell'Ammiragliato e chiese a Boscawen di prestare servizio all'Admiralty Board. Boscawen rimase uno dei Lord Commissari dell'Ammiragliato sino alla sua morte.

### La Guerra dei sette anni

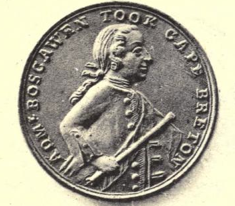
Medaglia raffigurante Edward Boscawen

Il 4 febbraio 1755 Boscawen venne promosso viceammiraglio ed ottenne il comando dello squadrone nordamericano. Malgrado il fatto che Gran Bretagna e Francia non fossero formalmente in guerra, vennero realizzati dei preparativi per portare avanti un conflitto considerato inevitabile. In Canada venne inviato uno squadrone di navi francesi parzialmente disarmate e Boscawen ottenne l'ordine di intercettarle. L'ambasciatore francese a Londra, il Duca di Mirepoix aveva informato il governo di Giorgio II che qualsiasi atto di ostilità intrapreso dalle navi inglesi sarebbe stato considerato un atto di guerra. Malgrado questo la flotta di Boscawen, l'8 giugno, avvistò le navi francesi Alcide, Lys e Dauphin Royal presso Cape Ray nel Newfoundland. Nel successivo scontro gli inglesi catturarono l'Alcide e la Lys ma la Dauphin Royal riuscì a fuggire nella nebbia. Circa 1.500 francesi vennero fatti prigionieri compreso il capitano dell'Alcide. Per M. de Hocquart era la terza volta che Boscawen lo prendeva prigioniero. A bordo della Lys vennero trovati inoltre beni per 80.000 sterline. Boscawen, come ammiraglio della flotta, ottenne la sua parte di premio. La flotta inglese partì alla volta di Halifax ma una febbre si diffuse a bordo della nave e l'ammiraglio venne costretto a tornare in Inghilterra. Questa malattia uccise quasi 2 000 dei suoi uomini.

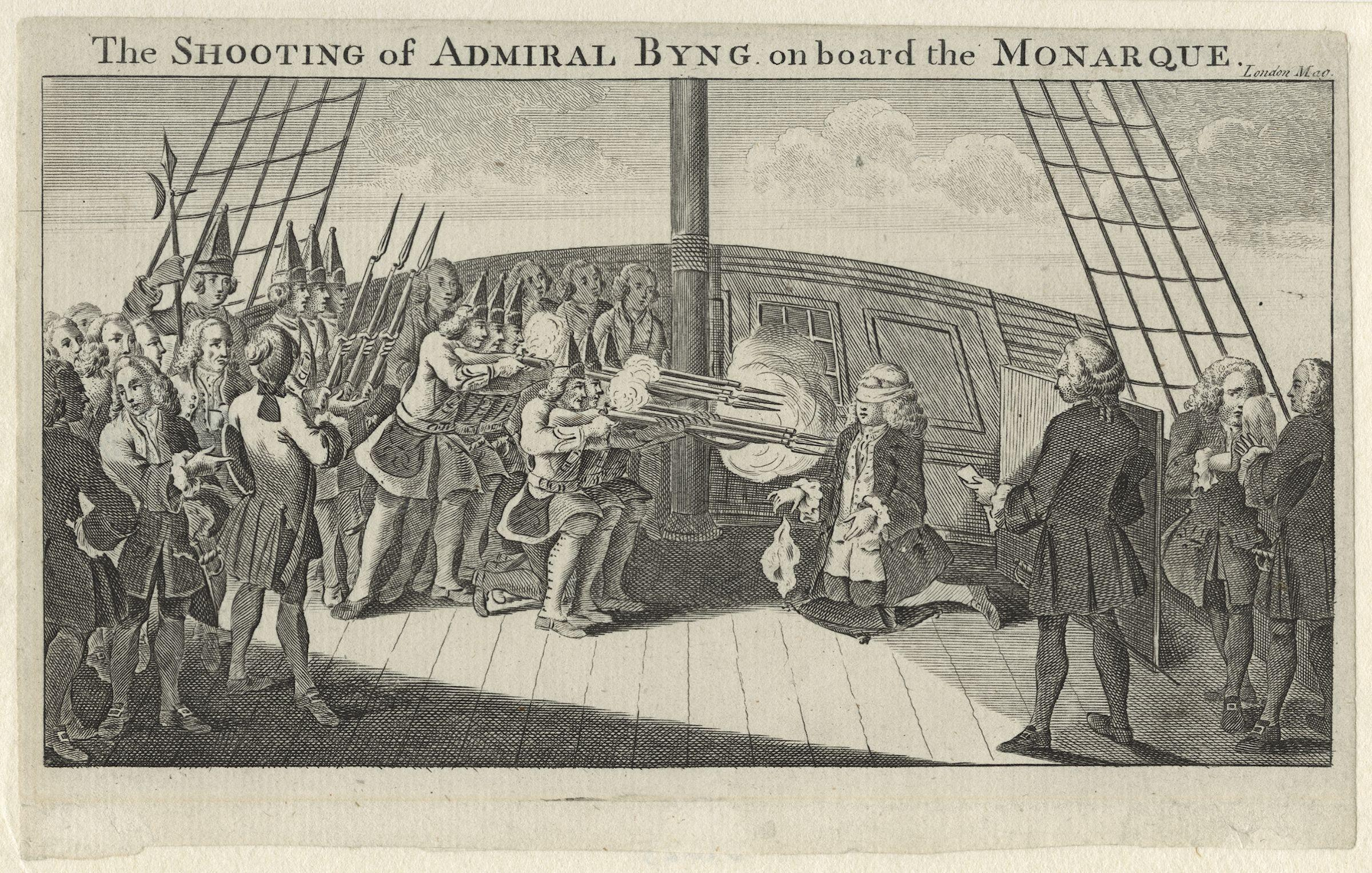
L'esecuzione dell'ammiraglio John Byng a bordo della HMS Monarch

 Boscawen tornò al comando della flotta della Manica e divenne comandante in capo di Portsmouth durante il processo dell'ammiraglio John Byng. Boscawen siglò l'ordine di esecuzione dopo che il re si era rifiutato di garantire la grazia allo sfortunato ammiraglio.

#### Assedio di Louisbourg

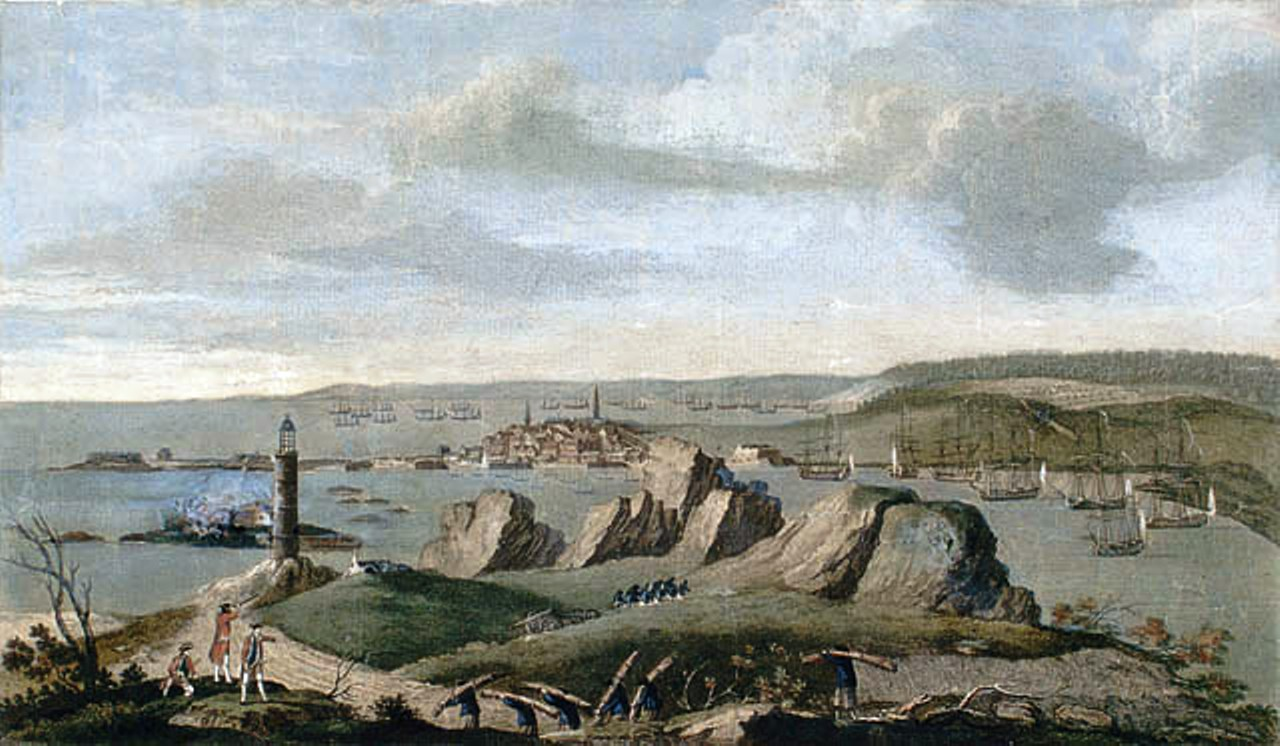
L'Assedio di Louisbourg nel 1758

Nell'ottobre del 1757 Boscawen era secondo in comando sotto l'ammiraglio Edward Hawke. Il 7 febbraio 1758 Boscawen venne promosso Ammiraglio of the blue. e diede ordine di sbarcare in Nord America. Una volta arrivato, egli prese il comando navale dell'Assedio di Louisbourg tra il giugno ed il luglio del 1758. In quest'occasione piuttosto che cedere l'assalto di terra ad un comandante della marina, l'esercito venne posto alle direttive del generale Jeffrey Amherst e del generale James Wolfe. L'assedio di Louisbourg fu uno dei contributi chiave per la presa dei possedimenti francesi in Canada. Wolfe utilizzò Louisbourg come punto strategico nell'Assedio di Quebec che era rimasta l'unica base navale di peso che ancora i francesi vantavano in Canada, così come per la distruzione di quattro delle navi nemiche nell'area. Al suo ritorno dal Nord America, Boscawen venne ringraziato dal Parlamento per il servizio reso ed il re lo rese membro del suo Privy Council in riconoscimento del suo continuo servizio come membro dell'Ammiragliato e come comandante.

#### Battaglia di Lagos

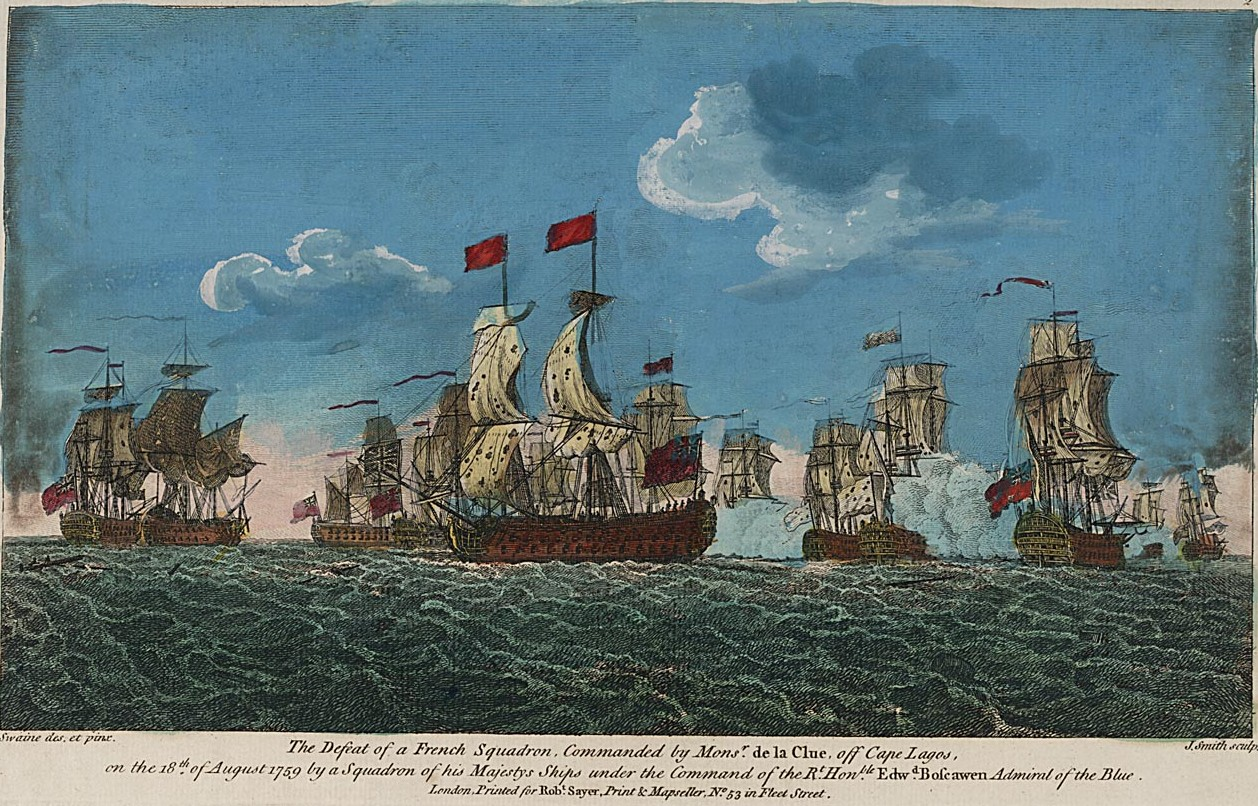
La Battaglia di Lagos del 1759
dipinto di Francis Swaine

Nell'aprile del 1759 Boscawen ottenne il comando di una flotta nel Mediterraneo. Il suo intento era quello di prevenire un'altra invasione in Gran Bretagna ad opera dei francesi. Con la sua bandiera a bordo della nuova HMS Namur di 90 cannoni, egli bloccò Tolone e mantenne la flotta dell'ammiraglio Jean-François de La Clue-Sabran nel porto. Intenzionato a tenere i francesi al di fuori del porto, Boscawen inviò tre navi a bombardarlo. I cannoni delle batterie che circondavano il villaggio vennero spazzati via dalle navi inglesi. Avendo subito danneggiamenti nell'azione e per via del mare mosso, Boscawen portò la sua flotta a Gibilterra per eseguire riparazioni ed ottenere rifornimenti. Il 17 agosto una fregata che era stata incaricata di sorvegliare lo Stretto di Gibilterra segnalò la presenza di una flotta francese all'orizzonte. Boscawen prese tutte le navi di cui disponeva ed iniziò la battaglia con de la Clue. Durante la notte gli inglesi ebbero la meglio sulle navi di de la Clue al punto che molte di queste ultime si separarono dalla flotta per fuggire. Le altre vennero portate alla baia di Lagos, in Portogallo. Gli inglesi si scontrarono con le restanti sette navi della flotta francese. I danni sulla Namur costrinsero Boscawen a spostare la sua bandiera sulla HMS Newark dotata di 80 cannoni. Durante il trasferimento, la piccola nave su cui viaggiava Boscawen venne colpita da una palla di cannone ed egli si preoccupò di tappare personalmente la falla. Altre due navi inglesi, la Souverain e la Guerrier scapparono durante la seconda notte di combattimenti ed alla mattina del 19 agosto gli inglesi catturarono la Téméraire e la Modeste spostando verso riva la Océan e la Redoubtable che preferirono appiccarsi fuoco piuttosto che cadere nelle mani nemiche. Le cinque navi francesi che avevano evitato la battaglia si spostarono a Cadice dove Boscawen ordinò all'ammiraglio Broderick di bloccare il porto.

### Gli ultimi anni e la morte

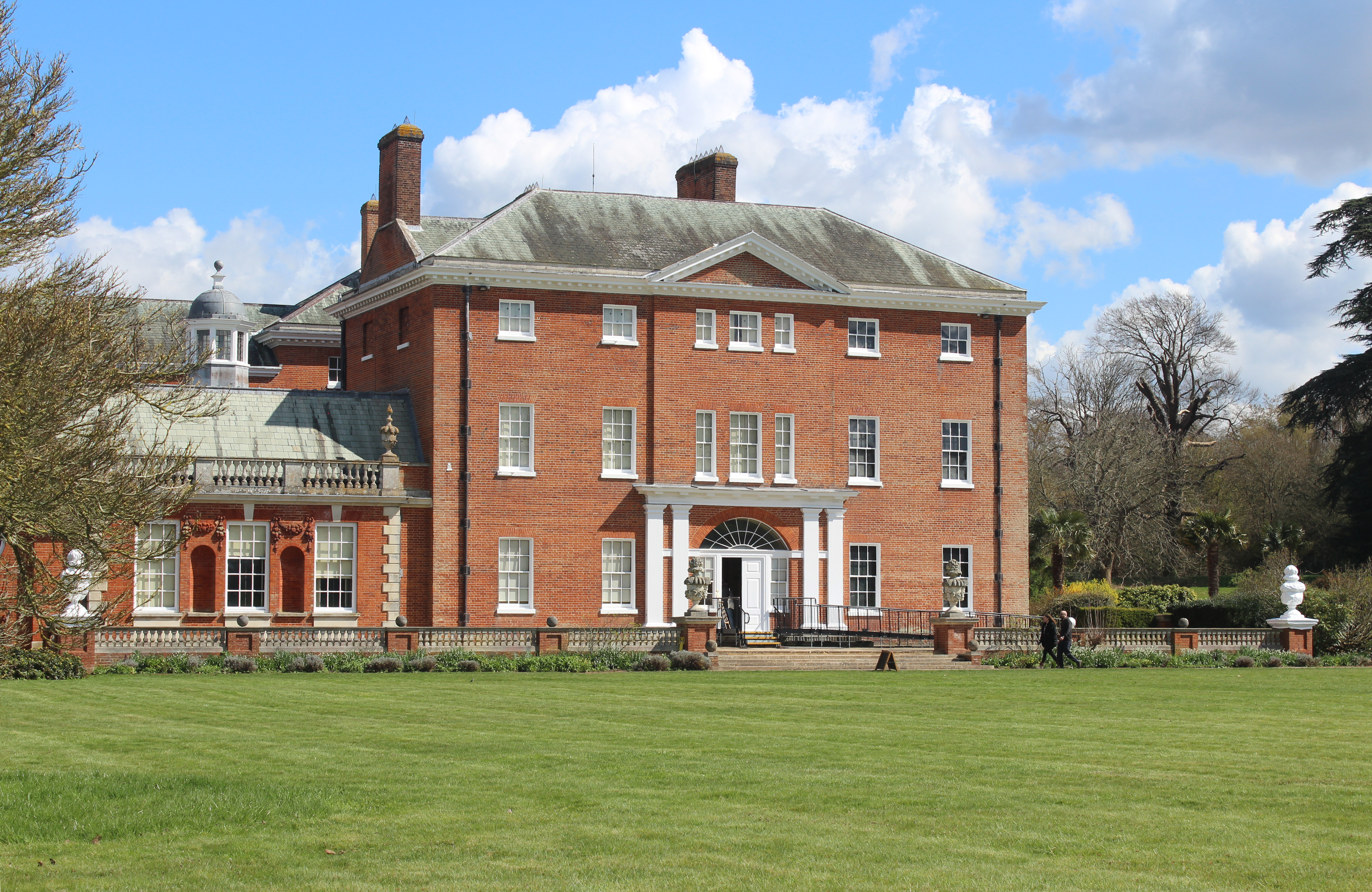
Hatchlands Park, casa di Edward Boscawen

Boscawen tornò in Inghilterra ove venne promosso generale dei Marines in riconoscimento del suo servizio. Egli divenne cittadino onorario della città di Edimburgo. L'ammiraglio Boscawen ritornò in mare per l'ultima volta sulla costa occidentale presso la baia di Quiberon. Dopo un violento attacco di febbre tifoide l'ammiraglio morì il 10 gennaio 1761 nella sua casa di Hatchlands Park nel Surrey. Il suo corpo venne portato nella St. Michael’s Church di Penkivel, Cornovaglia, ove venne sepolto. L'epigrafe del monumento nella chiesa recita:
Qui riposa il Molto Onorevole
Edward Boscawen,
Ammiraglio of the Blue, Generale dei Marines,
Lord dell'Ammiragliato, ed uno dei
più Onorabili Consiglieri Privati di Sua Maestà.
La sua nascita, di nobili origini,
i suoi titoli, tutti illustri,
furono onori in più alla sua grandezza.
Da lui prese nome il villaggio di Boscawen nel New Hampshire, ed a Truro in Cornovaglia si trova il Boscawen Park.